# Burg Blumberg
Burg Blumberg ist der Überrest einer Höhenburg westlich der Stadt Blumberg im Schwarzwald-Baar-Kreis in Baden-Württemberg.
Die Burg wurde 1644 zerstört und im 19. Jahrhundert abgebrochen (endgültige Abräumung von Resten 1967). Die Burg war ursprünglich im Besitz der Herren von Blumberg. Von der ehemaligen Burganlage sind noch Reste von Futtermauern und die Niederung des Halsgrabens zur Vorburg im Gelände erhalten.

## Ausgangslage
Die auf 675 m ü. NN liegende Burg „entstand auf dem Hügel, der sich unmittelbar über dem Wutachtal am südwestlichen Ausgang des Hochtals erhebt. […] Gegen Südwesten war die Anhöhe durch die steilen Abhänge des Wutachtals geschützt. Vom Norden und Osten her sperrte das moorige, später durch Weiheranlagen gesperrte Hochtal den ungehinderten Zutritt abseits einer leicht bewachbaren Straße. Die Funktion der Burg ging von Anfang an über diejenige einer reinen Ortsburg hinaus. Sie sollte offensichtlich den wichtigen Straßenzug Schaffhausen-Hüfingen decken und reiht sich damit in das Befestigungssystem ein, das die Herzöge von Zähringen begonnen und die Fürstenberger mit ihren Vasallen erweiterten.“
Die Anlage hatte eine militärische Bestimmung, eine Siedlung war dazu nicht Voraussetzung. Ob eine Ansiedlung zuvor schon bestand, ist ohne archäologischen Nachweis nicht zu klären. Der Platz liegt jedoch so günstig, dass er durchaus schon frühgeschichtlich befestigt worden sein könnte. Selbstverständlich war, dass zu einer mittelalterlichen Burg ein Hof gehörte, der als wirtschaftliche Ergänzung „in Friedens- und Kriegszeiten die Ernährung sicherte. […] Aus diesem Bau- und Burghof ging die Stadt Blumberg hervor.“
Ein anderer Aspekt war, dass das Gelände gewöhnlich schon älteren Dorfmarken zugeordnet war, aus dem Burg und Hof gleichsam herausgenommen werden mussten, bzw. es wurde eine Markgemeinschaft mit den Nachbardörfern gebildet. „Es ist anzunehmen, dass mehrere Nachbargemeinden einen Teil ihrer Gemarkungen abtreten mußten. […] Da Hondingen Mutterkirche von Blumberg war, könnte man vermuten, daß aus seiner ursprünglich zweifellos großen und bedeutenden Mark auch das nachmalige Blumberger Dorfgebiet herausgelöst worden sei. Hondingen war auch Pfarrkirche von Fürstenberg.“ Karl Siegfried Bader nimmt an, „daß die Anfänge eines Dorfes Blumberg in der Zeit vor der Entstehung der Stadtanlage nur aus dem Bauhof mit seinen grundbesitzlosen Tagelöhnern, der Herrschaftsmühle und einigen wenigen Kleinbauern bestanden, die im wesentlichen zum Gesinde und zur Handwerkerschaft (familia) von Burg und Hof Blumberg gehörten.“

## Bau der Burg
Da im Mittelalter des beginnenden Burgenbaus eine Familie nicht ihren Namen der Burg gab, sondern sich nach dem Ort der Burg benannte, kann davon ausgegangen werden, dass die Anhöhe zuvor im Volksmund Blumberg (Blumenberg) genannt worden war und sich die Burgbauer somit als „Herren von Blumberg“ bezeichneten. Andere Erklärungen in der Literatur wären ungewöhnlich und erscheinen auch nicht plausibel.
„Die Inhaber dieser Burg waren die Herren von Blumberg, die im Interregnum als Ministeriale der Grafen von Freiburg, der Grafen von Fürstenberg sowie besonders als Vertraute des Grafen und späteren Königs Rudolf von Habsburg zu finden sind.“

## Gründungszeit
Die Literaturangabe: „Als im Jahre 1260 erstmals der Name Blumberg bzw. Blobinberch urkundlich faßbar wird […]“ ist wahrscheinlich auf 1218 zu korrigieren, denn in diesem Jahr bestand der Ort nach den Angaben von Eduard Heyck bereits – als Burg mit zugehörigem Gehöft und noch ohne Dorf, denn Ministeriale stammten nicht aus einer einfachen Siedlung.

### Frühe Benennung
Feststellbar ist: Blumberg existierte als Burg neben den heute zugehörigen Ortschaften bereits beim Ableben des letzten Zähringers, Berthold V. im Jahr 1218. Deren Besitzer waren Ministeriale vermutlich der Zähringer, gegebenenfalls auch der Grafen von Urach.
Die allgemeine Vermutung, dass die Burg bereits vor den beiden Urkunden von 1260 bestand, wäre darüber zu bestätigen.

### Urkunden von 1260
In einer auf März 1260 datierten Urkunde wird als erster „brůder Hans von Blůmberg“ als Zeuge in einer „Urkunde des Ritters Volker von Kemnat und dessen Sohn Marquard“, die „im Kloster Paradies“ (bei Konstanz) ausgestellt wurde, genannt. „brůder“ kann ihn als Mitglied einer Ordensgemeinschaft bezeichnen. Beim Kloster Paradies handelte es sich um ein Frauenkloster der Klarissen.
Nach Hans von Blumberg wird noch im selben Jahr, im Juli 1260, ein „Iohannes de Blobinberch“ urkundlich genannt und dabei als „milites“ bezeichnet.

### Darstellung der Burg
In einer skizzenartigen Darstellung von 1620 aus der „Landtafel der Baar“ und konkreter auf einem Ölgemälde von Martin Meinrad aus dem Jahr 1688 ist die ehemalige klar abgegrenzte Lage von Burg, Stadt und Dorf wiedergegeben.

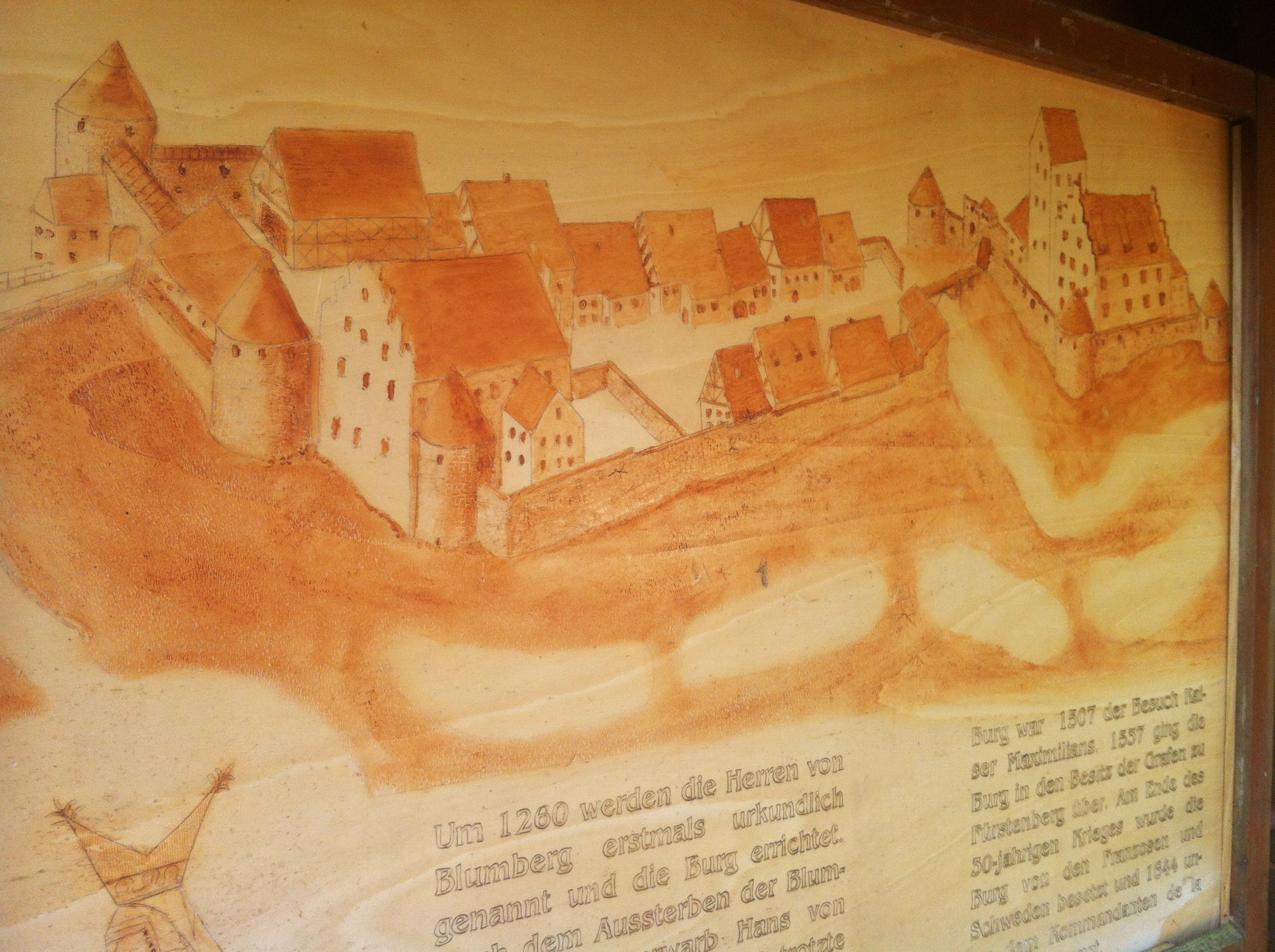
Die Burg und die sich aus der Vorburg entwickelnde mittelalterliche Stadt Blumberg (Infotafel)

Ursprünglich befand sich vor der Burg nur ein Wirtschafts- oder Bauhof, an den dann Bewohnungen für Handwerker und schließlich eine Mühle angegliedert waren. Allmählich erfolgte ein Ausbau bis hin zur bewehrten Stadtanlage.
Auch auf der den Vorbildern nachempfundenen Zeichnung auf der Infotafel an der Westspitze des ehemaligen Burggeländes sind die Bauabschnitte deutlich: Westlich (rechts) die eigentliche Burg, dann „die durch einen Halsgraben getrennte Vorburg bzw. die später ausgebaute Stadt.“ Die „Stadt“ befand sich somit unmittelbar vor der Burg. Das Dorf (und heutige Stadtzentrum) befand sich (links) weiter entfernt von dem abgebildeten Bauensemble.

## Geschichte
Die um die Wende des 12. zum 13. Jahrhundert erbaute Burg „war vor allem sicher gelegen und besaß demnach vorwiegend eine Schutzfunktion. Als repräsentatives Zentrum der Herren von Blumberg war sie nicht gedacht, die Burg wachte über die Verbindung zwischen Schaffhausen und Hüfingen.“

### Familie der Herren von Blumberg
Die Bestätigung des neugewählten Königs Rudolf von Habsburg an Johannes von Blumberg 1274 auf das Recht am „Pfingstmarkt zu Hüfingen“ deutete bereits ein Besitzverhältnis an, das sich in den folgenden zwanzig Jahren konstituiert haben muss – die Blumberger werden zu Herren von Hüfingen.
Hüfingen war an einer Kreuzung zweier römischer Heeresstraßen gelegen, die über ein Jahrtausend lang Verkehrsknotenpunkt blieb und damit Voraussetzung zu einer „städtischen“ Zentrumsbildung bot, die König Rudolf an einen Getreuen delegierte, um seinen Machtbereich zu organisieren und es den Blumbergern im kleineren Maßstab ebenfalls ermöglichte, einen herrschaftliches Territorium auszubilden.

„Wenn Blumberg die Heimatburg des Geschlechts war, so war in der Wende vom 13. zum 14. Jahrhundert Hüfingen, das den Blumbergern seinen Ausbau zur Stadt und sein Stadtrecht verdankt, der Mittelpunkt des Gesamtbesitzes geworden.“

Für den Fortgang der Überlieferung zu den Blumbergern ist dabei eine Urkunde vom 1. April 1292 entscheidend, die mit Vorgängen in Hüfingen verbunden war und die eine Vervielfachung von neuen Familien zeigt – ein Vorgang, der mit einem „Netz von Blumberger Burgen“ verbunden ist:
- Burg Blumberg: Albertus und Johannes
- Burg Blumenfeld: Konrad
- Burg Blumegg: Heinrich
- Burg Donaueschingen: Johannes und Bertold
- Burg Stahlegg: Johannes
- Burg Tannegg: Konrad

Erwähnt wird auch der Besitz zahlreicher Ortschaften und Hofgüter.
„Zum Ende des 13. Jahrhunderts hatten die Blumberger demnach einen umfangreichen Besitz in der südlichen Baar, am Westrand des Hegaus und in der Wutachschlucht. Mittelpunkt dieses Besitzes war bis zum Jahr 1383 Hüfingen.“

### 14. Jahrhundert
Bekannt ist eine „Hüfinger Burg im Zusammenhang mit der Stadt aus einer Urkunde vom 5. Januar 1356, in der Diethelm von Blumberg Burg, Stadt und Dorf Hüfingen zur Hälfte an Konrad von Blumberg und zur anderen Hälfte an Johannes den jüngeren von Blumberg und dessen Brüder Rudolf und Albrecht verkauft. […] Auf dieser Burg lebte also ein großer Teil der Blumberger Adelssippe. […] Die Quellenzeugnisse werden im folgenden immer häufiger und oft ist eine genaue genealogische Zuordnung der einzelnen Blumberger nicht möglich.“
Faktisch war fast jeder Besitz ein Lehen des jeweilig höher gestellten Machthabers, im Falle von Hüfingen des Landgrafen der Baar an die Blumberger, die jedoch auch 1356 „diesen die besondere Gnade zu gestatten, daß sie dieses Lehen nach Belieben versetzen und auch an weibliche Leibeserben vererben dürfen. Die Bestimmung wurde am 3. April 1380 vom Grafen Heinrich von Fürstenberg dem Burkhardt von Blumberg erneut bestätigt.“ Dieser Erbfall trat im April 1382 mit dem Tod von Burkhardt ein: Per Testament erhielt das Hüfinger Erbe seine „Schwester Gueten von Blomberg, Ehefrau des Bentzen von Schellenberg, und deren ehelichen Kindern.“ Dazu kam es zum Streit mit den Blumbergschen Vettern, der zugunsten Gutas ausging. Der „aus einer li[e]chtensteinischen Familie stammende Ritter Berthold von Schellenberg […] nennt sich seit 1383 Herrn von Hüfingen.“

„Damit hatten die Blumberger ihren Sitz Hüfingen nach mehr als 100 Jahren verloren und mußten sich neu etablieren, d. h., sie mußten versuchen ein neues Zentrum herauszubilden, das die Qualität Hüfingens hatte. Und dieses neue Zentrum war Blumberg.“

Schon bald darauf ist dieser Wechsel dokumentiert: „Die Blumberger hatten sich in kurzer Zeit aus Hüfingen zurückgezogen, wie aus einer Urkunde vom 20. September 1384 zu sehen ist. Dort heißt es: ‚Ich, Růdolf von Blůmberg, seßhaft ze Blůmberg.‘“
Zur Folgezeit gibt es kaum Quellen, die Blumberger schienen vor allem mit Geldbeschaffung beschäftigt gewesen zu sein.
„Erstmals von der Stadt Blumberg hört man im Zusammenhang mit der fürstenbergisch-lupfischen Fehde. In einem Spruchbrief (Vermittlungsversuch) vom 15. April 1413 gehörte unter anderen auch Blůmberg stat zu den Zeugen, die man laden soll zu dem Rœmschen gericht.“

### Ende des Geschlechts der Blumberger
„Rudolf von der alten Blumberg“ starb 1413 und – so der Historiker André Bechthold – „von dem aussterbenden Blumberger Geschlecht waren keine Impulse mehr zu erwarten“. Sein Erstgeborener Heinrich saß bei seiner Frau in Diessenhofen, eine der Töchter „war mit Sigmund vom Stein verheiratet, […] an dessen Familie Blumberg schließlich überging. […] Rudolf der jüngere von der alten Blumberg war vor dem 30. April 1451 gestorben und mit ihm war die Blumberger Hauptlinie erloschen. Auch die Blumberger Seitenlinien bestanden nicht mehr lange.“ In Blumberg selbst trat nun Sigmund vom Stein und seine Familie die Herrschaft an.

### Neue und alte Burg Blumberg / Schloss
„Am 22. April 1392 wird eine neue Burg Blumberg genannt: Eberhard von Blůmberg von der núwen Blůmberg. […] Wahrscheinlich hatte man versucht, den Westrand des Blumberger Besitzes durch eine weitere Burg zu stabilisieren bzw. den Hüfinger Zugang zur Wutach abzusichern. Die alte Burg Blumberg diente dem Großteil der Blumberger Familie zum einen als finanzieller Rückhalt, zum anderen sollte sie ausgebaut werden.“
Der Begriff „zur alten Blumberg“ erscheint lediglich im Zusammenhang der Person „Rudolf von der alten Blumberg, der 1413 gestorben war“ und seinem gleichnamigen Sohn „Rudolf, genannt von der alten Blumberg, gesessen zu Donaueschingen“ [… und als] „Rudolf der jüngere von der alten Blumberg“, der vor dem 30. April 1451 verstarb: nach dem Abgange Růdolfs von der Altenblůmberg. Die Formulierung „von der Altenblumberg“ oder „von der alten Blumberg“ ist eine attributive Zuordnung zu den beiden letzten Besitzern in Unterscheidung zu denen der neuen Burg und keine Namensbezeichnung der Anlage. Noch aus einer weiteren Urkunde vom 1. Mai 1473 geht hervor, dass Sigmund von Stein der Erbe des „Rudolf von Blumberg der jüngere von der alten Blumberg“ gewesen war. Danach beim Verkauf an Hans von Landau 1484 und künftig wird nur noch das „Schloss Blůmberg“ bzw. ab 1507 das „Schloß Bluomberg“ in den Urkunden erwähnt.

### Weitere Besitzer bis zur Zerstörung
„Auch die Familie v. Stein konnte die Herrschaft von Blumberg nicht lange halten“ und ihre Nachfolger, „die Randegger scheinen in Blumberg gar nicht erst seßhaft geworden zu sein.“ 1484 war dieses Zwischenspiel beendet.
Blumberg kam durch Erbschaft an Hans von Landau, der Burg und Stadt systematisch ausbaute.
Die Bewährung der Burg erfolgte im Schweizer- oder Schwabenkrieg, als sie sich mit der Stadt gegen das siegreich von Waldshut herangezogene Heer der Eidgenossen wehrte: „Blumberg hatte seit 1499 den Ruf, jene Stadt gewesen zu sein, die den Schweizer Zug als erste hatte stoppen können.“ Abgebrannt wurde das ungeschützte Dorf, um den Angreifern ihre Logistik zu erschweren, doch „wurde es wieder ‚in der eigenen Asche‘ aufgebaut.“
„Lutz von Landau zu Blumberg verkaufte [1529] für 21.100 Rheinische Gulden in Gold Hans Jörg von Bodman zu Bodman das Schloß und Städtlein.“
Doch schon knapp acht Jahre später, am 4. April 1537, verkaufte die Vormundschaft des noch minderjährigen Hanswolf von Bodman, Sohn des Käufers, „Schloß und Stettlin Blomberg“ mit allen Rechten und Zubehör an den Grafen Friedrich von Fürstenberg weiter. Der Kaufpreis blieb bei 21.000 Rheinischen Gulden.
Zerstört wurde die Burg im Dreißigjährigen Krieg am 4. Mai 1644 durch die Franzosen, die sie besetzt hatten, vor ihrem Rückzug. Der Kommandant La Valette gab den Sprengungsbefehl, wobei – wie eine alte Chronik berichtet –, versehentlich ein Funke in das Pulver fiel und „darvon er selbst, seine soldaten und etliche bauern beschedigt und 10 in die Luft gesprengt und jemerlich verbrannt worden.“

### Nach der Zerstörung
Die Burg wurde nicht wieder aufgebaut mit Ausnahme eines „Neuen Baus“, der Funktionen als Stallung und Fruchthaus besaß und bei einem Stadtbrand im Jahr 1873 zerstört wurde.
1706 war der Hauptturm gesprengt worden. Im 19. Jahrhundert wurden die Steine „für den Bau der Häuser von Städtchen und Dorf verwendet“. 1960 wurden alle Reste beseitigt.

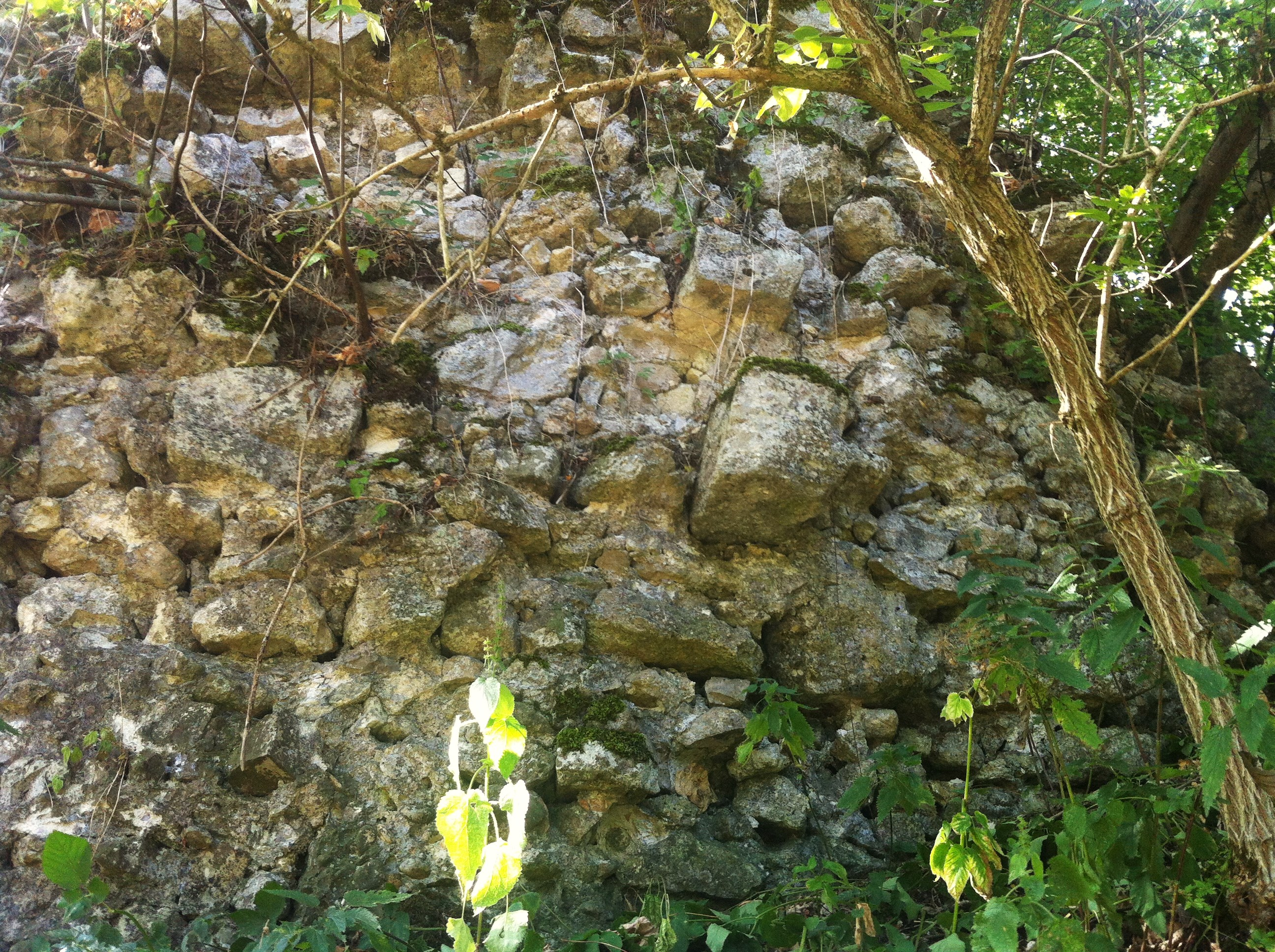
Einziger, noch heute erhaltener Rest: Die „Futtermauer“ (Innenteil nach Abbau der Außenschale) der Grabenmauer.

Nach einem archäologischen Befund vom Jahr 1991:

„Auf dem nach Westen gerichteten Sporn sind mehrere kleine Terrassierungen zu beobachten, insgesamt ist dort das Gelände stark bewegt. […] Im Osten ist der Schloßbuck durch einen Halsgraben begrenzt [… Dort] ist eine Mauerecke aus großformatigen Steinen erhalten. Es handelt sich hier um einen Rest der äußersten Futtermauer des Halsgrabens. […] Ältere Bauteile sind in dem Gebäude an der Nordostecke der Stadtanlage erhalten. […] Die Südostecke besitzt eine starke Eckverstärkung, an der Nordecke ist in die Giebelwand eine stärkere Mauer mit einbezogen.“